# サリム・アリヨウ・イブロウ
サリム・アリヨウ・イブロウ (英語: Salim Aliyow Ibrow, ソマリ語: Saalim Caliyoow Ibroow, アラビア語: سالم علييوو ايبرو) はソマリアの政治家。2007年にソマリアの首相代理を務める。その後も2020年まで断続的に内閣閣僚を歴任。

## 略歴
2007年時点で60代前半と報道されていることから、1940年代の生まれとみられる。出身氏族はラハンウェイン氏族のディジル支族のJiido。政界に入る前は、大学教員をしていた。

### 副首相
2004年11月3日、ソマリア暫定連邦政府初めての首相にアリー・ムハンマド・ゲーディが指名され、イブロウは副首相に任命される。2005年3月31日、アリー・ムハンマド首相と共に、副首相兼財務大臣としてリビアを訪問。
2007年1月29日、連邦議会議長選に出るため、財務大臣兼第3副首相を辞任。

### ソマリア首相代理
2007年10月29日、ゲーディ首相の退任を受けて、1ヶ月弱の間、首相代理を務めた。2007年11月22日でヌル・ハッサン・フセインが首相となった。

### 副首相兼法務宗教大臣
ヌル・ハッサン内閣では副首相兼法務宗教大臣を務める。2008年3月、イブロウは副首相の立場で、プントランドの石油採掘に関する権利を認める趣旨の発言をした。2009年2月14日、オマル・アブディラシド・アリ・シルマルケが首相となるが、イブロウは副首相兼法務宗教大臣に留任。2010年11月1日、モハメド・アブドゥライ・モハメドが首相となるが、イブロウは副首相兼法務宗教大臣に留任。
2011年6月19日、アブディウェリ・ガースが首相になる。ガース首相は法務宗教大臣にアフメド・ハッサン・ガボベを任命し、イブロウは閣僚から外れた。

### 閣外時代
2013年11月、連邦議員の立場でアブディ・ファラ・シルドン首相に反対する動きに署名した。

### 教育大臣、法務大臣
2013年12月21日にアブディウェリ・シェイハ・アフメドが首相に指名され、2014年1月16日、イブロウは首相から環境・家畜大臣に任命された。ところが早くも2月7日に内閣改造が行われ、高等教育大臣となった。
2014年10月25日の内閣改造で、イブロウの担当は法務憲法問題大臣に変更となった。前任の法務大臣ファラ・シェイク・アブドゥルカディル・モハメドは獣医・畜産大臣に移動した。
2014年12月24日にオマル・シルマルケが首相に指名され、1月12日、イブロウが就いていた法務大臣にはアフメド・ハッサン・ガボベが指名され、イブロウは再び内閣から外れた。

### エネルギー・水大臣
2016年11月にはベイ地区の連邦議員選挙で、出身氏族Jiidoの51票全てを獲得して議員に選出された。
連邦議会での選挙により、大統領として新たにファルマージョが選出された。ファルマージョ大統領は2017年3月にハッサン・アリ・カイレを首相に指名。カイレ首相は3月21日にイブロウをエネルギー・水大臣に任命した。
2017年10月14日、アル・シャバブによる2017年10月14日モガディシュ連続爆破事件の際、攻撃されたホテルの一つにいたため、警察に救出されている。
2017年11月6日にはエネルギー・水大臣として連邦議会で演説している。
2018年4月24日、イブロウはエネルギー・水大臣を辞任して連邦議会議長に立候補したが、この時はモハメド・ムルサル・シェイク・アブドゥラフマンが当選している。その後、イブロウはエネルギー・水大臣に復帰。
2020年6月、カイレ首相は大統領に解任され、副首相のマフディ・モハメド・グライドが暫定首相となった。グライド暫定首相はイブロウを引き続きエネルギー・水大臣に起用。
2カ月間の暫定首相期間を経た後、大統領は9月23日にモハメド・フセイン・ローブルを首相に指名。ローブル首相は10月19日にエネルギー・水大臣にハッサン・アブディ・ヌールを指名し、イブロウは再度閣僚から外れた。